# جارية مع عبد
جارية مع عبد هي لوحة زيتية للفنان الفرنسي جان أوغست دومينيك آنغر رسمها في 1839.